# Babbel
Babbel — це німецька платна платформа й додаток для вивчення мов, створена 2008. Платформа має 14 мов: голландська, данська, англійська, французька, німецька, індонезійська, італійська, норвезька, польська, бразильська португальська, російська, шведська, іспанська та турецька. Це одна з найпопулярніших платформ для вивчення іноземних мов.

## Історія
Компанією керує Lesson Nine GmbH, Берлін, компанія має 450 працівників, базується в берлінському окрузі Мітте.
Компанію було засновано в серпні 2007 року Маркусом Вітте й Томасом Холлом. У січні 2008 року платформа з'явилась в інтернеті як безкоштовна бета-версія. 2008 Kizoo Technology Ventures та IBB Beteiligungsgesellschaft mbH стали її першими інвесторами. 2009 компанія отримала 1 мільйон євро від Європейського структурного фонду ЄФРР . Нова версія продукту Babbel 2.0 з'явилась у листопаді 2009 року. Власники платформи вирішили не використовувати рекламну або змішану фінансову модель, натомість обравши платну підписку.
У березні 2013 року Babbel придбала стартап PlaySay з Сан-Франциско, щоб розширитись на ринок США. У рамках покупки засновник PlaySay Райян Майнцер (Ryan Meinzer) приєднався до Babbel як стратегічний радник щодо роботи в США.
У січні 2015 року Babbel відкрила офіс у Нью-Йорку. Пізніше того ж року було закрито третій раунд фінансування з шотландських партнерів на 22 млн $. Серед інших учасників туру: попередні інвестори Reed Elsevier Ventures, Nokia Growth Partners та VC Fonds Technology Berlin. З січня 2017 року Babbel, Inc., дочірню компанію США, очолює Джулі Хансен.
У листопаді 2018 року компанія оголосила, що протягом 2017 продала 1 мільйона підписок. Також було запущено новий набір продуктів для ринку подорожей. Проект планували запустити 2019.
2019 року співзасновник йде з посади генерального директора, його замінює Арн Шепкер.

## Концепція
Babbel — це платний додаток для вивчення мов, він працює на iOS та Android. Babbel має 14 мовних курсів (німецька, англійська (США + Британія), французька, іспанська, бразильська португальська, італійська та шведська). Програму навчання створює команда з 100 викладачів та лінгвістів.
Є початкові та середні, а також граматичні курси, словникові уроки, курси зі скоромовками, ідіомами, розмовним стилем мовлення.
У серпні 2017 року оголошено про співпрацю з Cambridge English Language Assessment для створення недорогого онлайн-тесту з англійської. Тест оцінює навички читання та прослуховування учнів початкового та середнього рівня (до рівня B1 та вище загальної європейської системи мов). Кожен тест містить близько 70 запитань із сотень варіантів, які відображають ситуації в реальному житті

### Нагороди
- 2009 — фіналіст конкурсу «Найкращий вебдодаток чи сервіс (EMEA)» на TechCrunch's European Awards[24]
- 2011 «Comenius EduMedia» та «Знак якості Erasmus EuroMedia»[25] за курси «Babbel for Companies» для бізнес-сектору.[26]
- 2013 — «digita 2013», премія «Innovate 4 Society» на CeBIT .[27]
- 2016 Fast Company визнала Babbel найбільш інноваційною компанією в галузі освіти.[28]